# Huehuetlilla
Huehuetlilla är en ort i Mexiko.   Den ligger i kommunen Honey och delstaten Puebla, i den sydöstra delen av landet, 130 km nordost om huvudstaden Mexico City. Huehuetlilla ligger 1 653 meter över havet och antalet invånare är 147.
Terrängen runt Huehuetlilla är varierad. Runt Huehuetlilla är det ganska tätbefolkat, med 230 invånare per kvadratkilometer. Närmaste större samhälle är Huauchinango, 19,1 km sydost om Huehuetlilla. I omgivningarna runt Huehuetlilla växer i huvudsak blandskog.